# ベレッタ90-Two
ベレッタ90-Two（ベレッタ90 ツー、伊: Beretta 90-Two）は、イタリアのベレッタ社が生産・販売している自動拳銃である。
ベレッタ 92の発展型として2006年から発売され、9x19mmパラベラム弾、9x21mm IMI弾、.40S&W弾を使用する3つのモデルが存在するほか、撃発方式と安全装置の有無によっても3つのモデルに分けられている。

## 概要
前身となるベレッタ 92との相違点は、人間工学的に配慮された交換可能な一体型ポリマーグリップであり、これは、使用者が手の大きさに合わせたものを選ぶことができる。また、フレーム先端下部にピカティニー・レールを配し、フラッシュライトやレーザーサイトといったアクセサリーを装着することが可能であり、このアクセサリー非装着時にレールを保護するプラスチック製プロテクターも付属している。更に、フレームとスライドの再設計により凹凸を廃し、全体的に丸みを帯びた形状となったことにより、ホルスターへの引っかかりが起こりづらくなった。
このほかにもスケルトンハンマーの採用、照準器の改良、装弾数の増加といった変更が加えられているものの、アルミニウム合金製フレームとスチール製スライドの組み合わせという点や、作動方式に関してはベレッタ 92と同一となっている。

## バリエーション
Type F
DA/SA（コンベンショナルダブルアクション）型で、ベレッタ 92FSと同様のデコッカー兼用マニュアルセーフティーを備えているモデル。
Type G
DA/SA型だが、Type Fと異なりレバーにマニュアルセーフティー機能がなく、単なるデコッカーとなったモデル。
Type D
DAO型（ダブルアクションオンリー）型で、レバーが廃され、ハンマーもスパーレスハンマーとなっているモデル。

## 画像

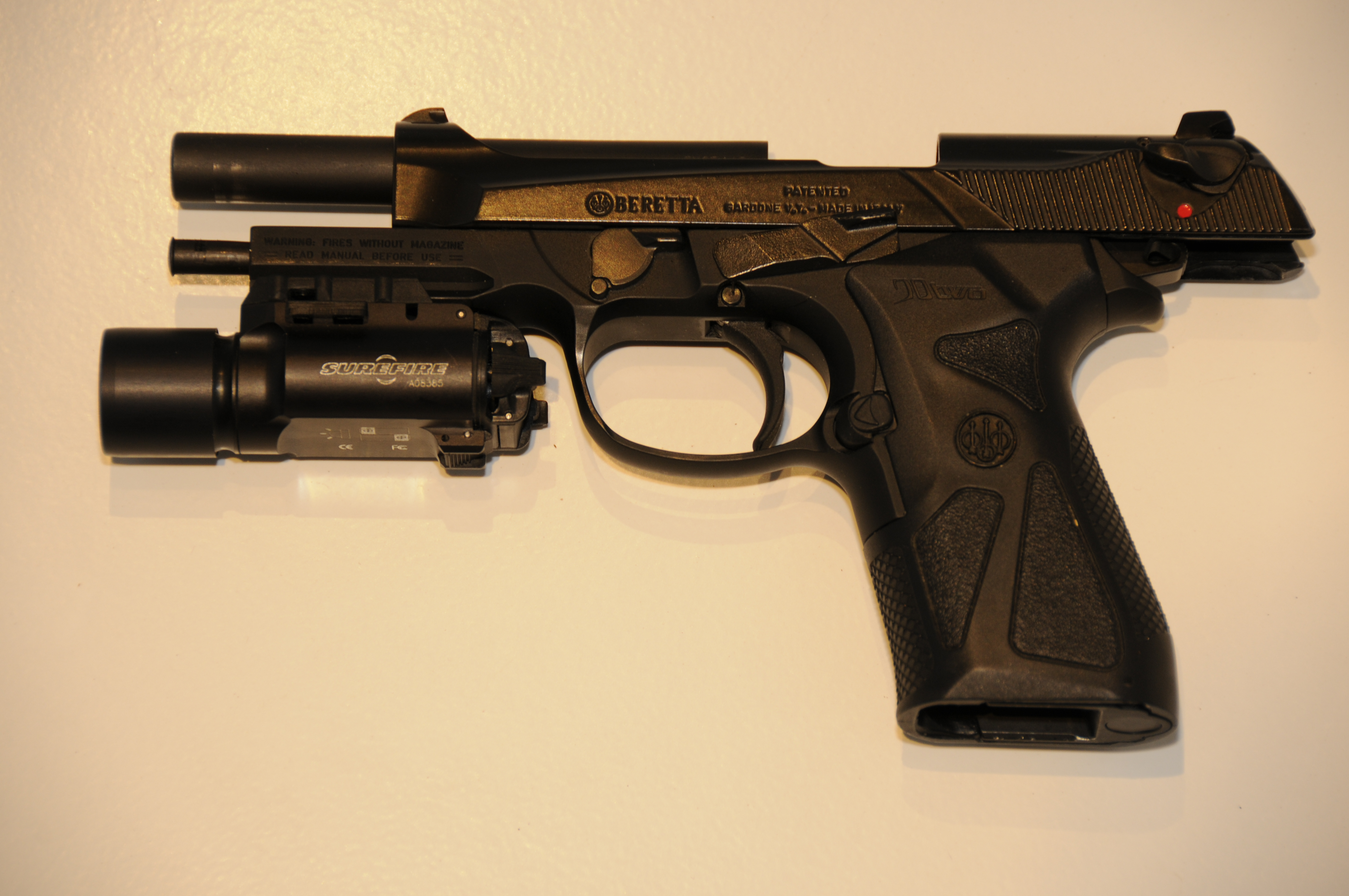
ピカティニー・レールにシュアファイア製フラッシュライトを装着した90-Two
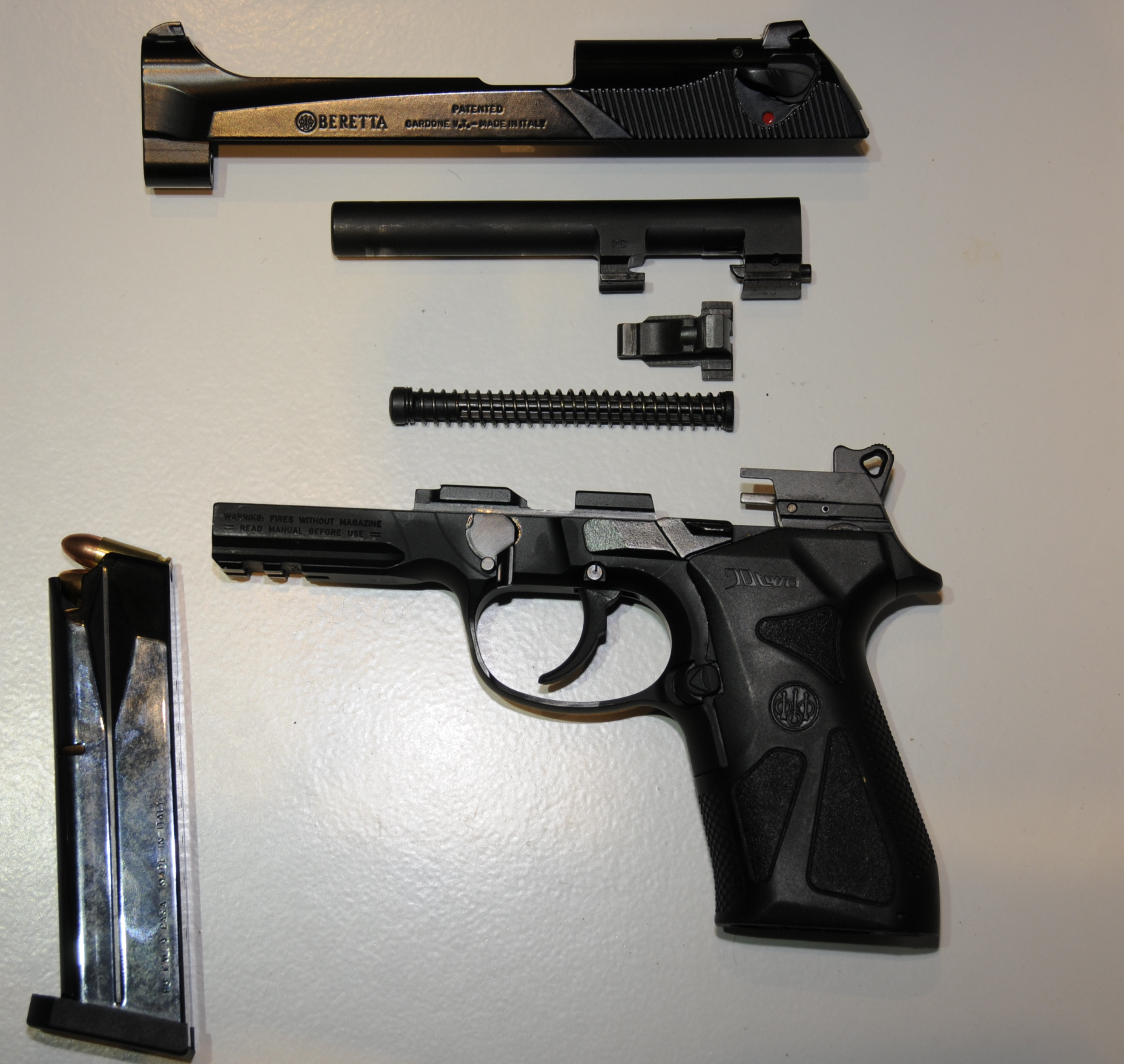
フィールドストリップ
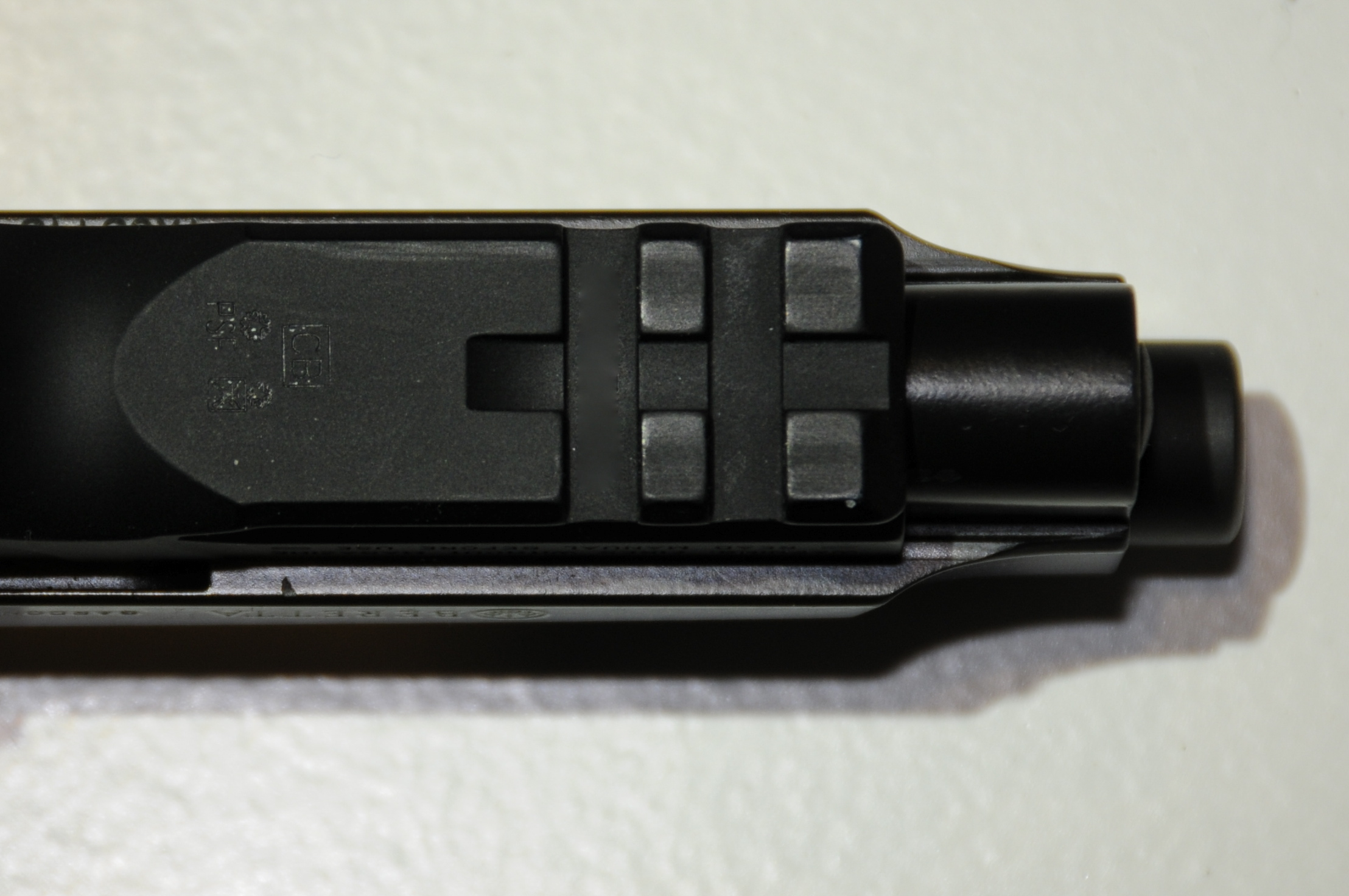
下から見たピカティニー・レール
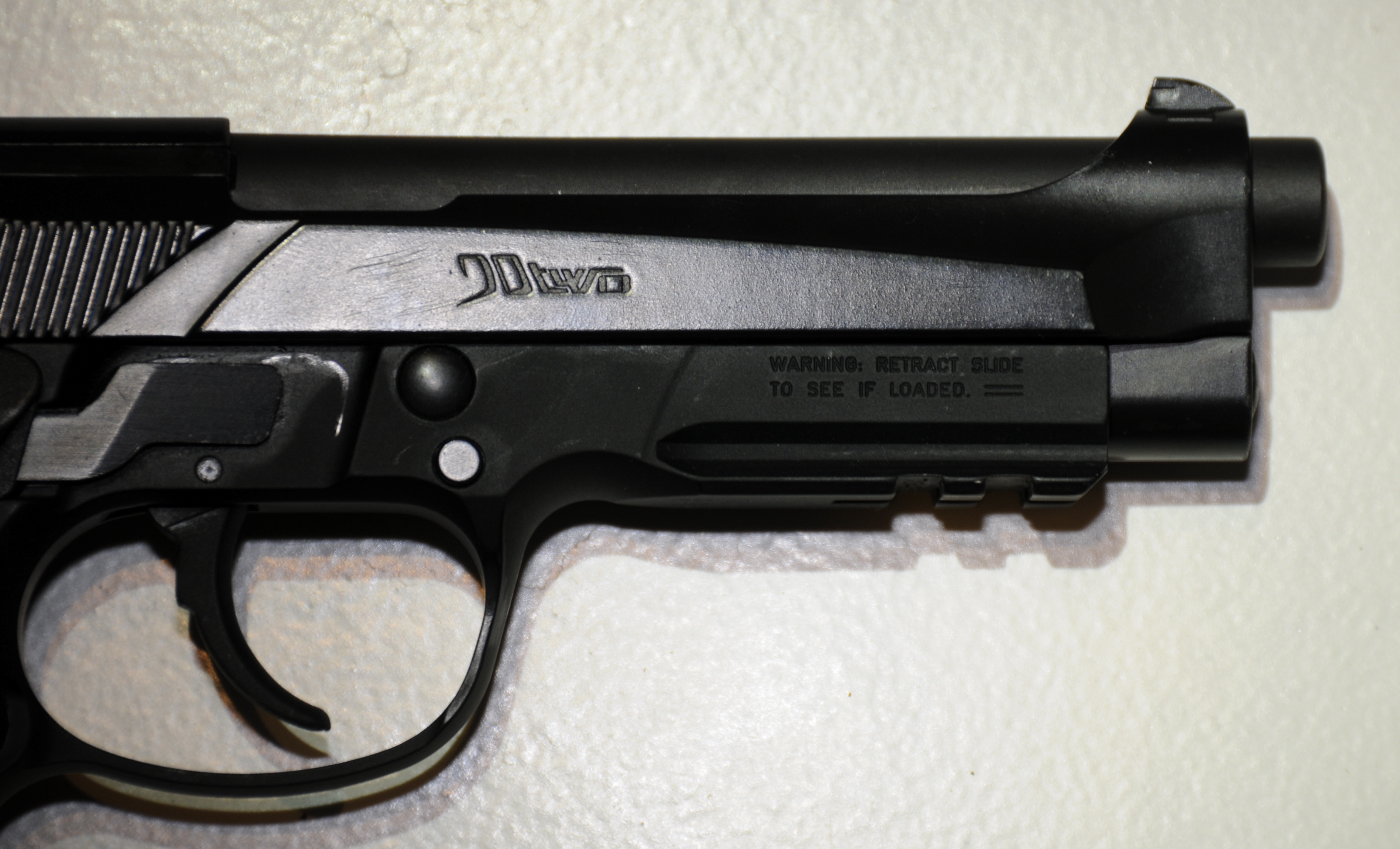
ピカティニー・レールのカバーを外した90-Two

## 登場作品
映画
『96時間/リベンジ』
ブライアン・ミルズが使用する。
『RED/レッド』
物語冒頭、主人公のフランク・モーゼズの家を襲った傭兵が装備。
『コロンビアーナ』
『トータル・リコール』
『バイオハザードIV アフターライフ』
クレア・レッドフィールドが使用する。
『ロックアウト』
マリオン・スノーが使用する。
小説
『バニラ A sweet partner』
主人公の一人、海棠ケイが銃器強奪犯から購入したものを使用する。
漫画
『紅殻のパンドラ』
一巻において七転福音がクラリオンから受け取り使用する。